# John White (Pastor)
John White (getauft 6. Januar 1575; † 21. Juli 1648) war ein anglikanischer Geistlicher. Obwohl er sich selbst mit offener Kritik an der Amtskirche zurückhielt, unterstützte er den Nonkonformismus der Puritaner, indem er sich für ihre Auswanderung nach Neuengland einsetzte. Durch seine Bestrebungen leistete er einen wesentlichen Beitrag für die Besiedelung und Kolonialisierung Neuenglands.

## Soziales Engagement
White war von 1606 bis 1648 Rektor des Holy Trinity-Colleges und Pfarrer der Kirchen von St. Peter in Dorchester (Dorset), England. Nach dem großen Stadtbrand von 1613 setzte er sich vorbildlich für die Bildung und Unterstützung  der Armen und Bedürftigen ein. Er begründete eine Vorform der späteren Armenhäuser, für deren Unterhalt er eine eigene Brauerei errichtete.

## Dorchester Company
Bereits 1620 stand White mit den Pilgervätern der Mayflower in Verbindung, die  mit Plymouth die erste dauerhafte Niederlassung in Neuengland errichteten.
Er unterstützte Auswanderungswillige, die er mit interessierten Kaufleuten und Geldgebern zusammenbrachte. Für diesen Zweck gründete er die Dorchester Company, die auf sein Betreiben 1623 versuchte, auf Cape Ann, in der Nähe der heutigen Stadt Gloucester, eine Niederlassung zu gründen. Noch im Herbst 1625 versuchte er die Unterstützung von Roger Conant aus der neuen Kolonie in Plymouth zu gewinnen, indem er ihm den Posten als Gouverneur der neuen Niederlassung anbot. Doch sein Vorhaben, auf Cape Ann eine dauerhafte Niederlassung zu etablieren, misslang und die meisten Siedler kehrten 1626 nach England zurück. Lediglich eine kleinere Gruppe von Siedlern blieb in Neuengland und gründete wenig später unter Roger Conant das spätere Salem.
Nach dieser Niederlage unterstützte er die neu gegründete Massachusetts Bay Company, deren Mitbegründer er wurde. Eines ihrer ersten Schiffe, die Mary and John, brachte von White selbst ausgewählte Auswanderer von Dorset, Somerset und Devon nach Neuengland. Sie landeten im Juni 1630 und gründeten nach dem heimatlichen Vorbild Dorchester, heute ein Stadtteil von Boston. Trotz seiner intensiven Bemühungen betrat er selbst zeitlebens nie amerikanischen Boden.

## Englischer Bürgerkrieg
Durch seine Reformbemühungen und seiner Sympathie für die Puritanier geriet White zunehmend in Konflikt mit der Politik von Erzbischof William Laud. Während  des englischen Bürgerkriegs stand Dorchester auf der Seite des Parlaments, ergab sich jedoch kampflos den Royalisten, als diese 1643 anrückten. White musste nach London fliehen. Nach Cromwells Sieg und der zeitweilen Abschaffung der Monarchie 1646 kehrte er nach Dorchester zurück. Ohne seinen früheren Einfluss wiederzuerlangen, starb er 1648.